# Liza Picard
Liza Picard (ur. 11 października 1927 w Dedham, zm. 8 kwietnia 2022 w Londynie) – angielska historyk specjalizująca się w historii Londynu.